# Bladenboro (Carolina del Norte)
Bladenboro es un pueblo situado en el condado de Bladen, Carolina del Norte, Estados Unidos. Tiene una población estimada, a mediados de 2022, de 1631 habitantes.

## Geografía
La localidad está ubicada en las coordenadas 34°32′27″N 78°47′41″O / 34.54083, -78.79472 (34.54087, -78.79466). Según la Oficina del Censo, tiene una superficie de 5.74 km², correspondientes en su totalidad a tierra firme.

### Localidades adyacentes
El siguiente diagrama muestra a las localidades en un radio de 20 kilómetros (12,4 mi) de Bladenboro.

## Demografía
Según el censo de 2000, en ese momento los ingresos medios de los hogares de la localidad eran de $19,300 y los ingresos medios de las familias eran de $30,900. Los hombres tenían ingresos per cápita por $28,438 frente a los $21,154 que percibían las mujeres. Los ingresos per cápita para la localidad eran de $15,102. Alrededor del 30.0% de la población estaba bajo la línea de pobreza nacional.
De acuerdo con la estimación 2017-2021 de la Oficina del Censo, los ingresos medios de los hogares de la localidad son de $33,942 y los ingresos medios de las familias son de $54,681. Alrededor del 23.9% de la población está bajo la línea de pobreza nacional.